# Tiago Ferreira (Radsportler)
Tiago Jorge de Oliveira Ferreira (* 7. Dezember 1988 in Viseu) ist ein portugiesischer Mountainbiker. Seine größten Erfolge erzielte er im Cross-Country Marathon.

## Sportlicher Werdegang
Seine ersten Erfolge im Mountainbikesport erzielte Ferreira im olympischen Cross Country (XCO). 2009 wurde er nationaler Meister der U23 und gewann mehrere Rennen im Portugal Cup. In den Folgejahren nahm er mehrfach an Welt- und Europameisterschaften teil, ohne erwähnenswerte Ergebnisse zu erzielen In der Saison 2012 startete Ferreira noch einmal einen Versuch im XCO beim UCI-Mountainbike-Weltcup, jedoch beendete er keines der Rennen unter den Top 50.
Daraufhin orientierte sich Ferreira ab der Saison 2013 hin zu längeren Distanzen und nimmt seitdem vorrangig an Wettbewerben im Cross-Country-Marathon (XCM) und an Cross-Country-Etappenrennen (XCS) teil. Bereits 2013 wurde er erstmals nationaler Meister im Marathon, 2015 gewann er das erste Rennen der UCI Marathon Series. In der Saison 2016 gewann er als Außenseiter überraschend die Weltmeisterschaften und erzielte den damit den bisher größten Erfolg seiner Karriere. Zudem qualifizierte er sich für die Olympischen Sommerspiele in Rio de Janeiro und belegte im Cross-Country den 39. Platz.
In den nachfolgenden Jahren etablierte sich Ferreira in der Weltspitze über die Langdistanzen im Mountainbikesport und erzielte regelmäßig Siege und Podiumsplatzierungen in der UCI-Marathon-Series und bei Etappenrennen wie dem Andalucía Bike Race, dem Brasil Ride und dem Costa Blanca Bike Race. 2017 und 2019 wurde er Europameister im Marthon, 2020 gewann er seine dritte Medaille bei den Marathon-Weltmeisterschaften.
Außerhalb des Wettkampfsports trat Ferreira medial in Erscheinung, als er im Juli 2019 einen Weltrekord im „Double Everesting“ aufstellte.

## Erfolge
| 2009 - Portugiesischer Meister (U23) – XCO 2013 - Portugiesischer Meister – XCM 2015 - Portugiesischer Meister – XCM - ein Erfolg UCI-Marathon Series 2016 - Weltmeister – XCM - Europameisterschaften – XCM - zwei Erfolge UCI-Marathon Series 2017 - Weltmeisterschaften – XCM - Europameister – XCM - Portugiesischer Meister – XCM - drei Erfolge UCI-Marathon Series | 2018 - zwei Erfolge UCI-Marathon Series 2019 - Europameister – XCM - Portugiesischer Meister – XCM - ein Erfolg UCI-Marathon Series 2020 - Weltmeisterschaften – XCM - Portugiesischer Meister – XCM 2022 - Portugiesischer Meister – XCM |